# Agustín Gosio
Agustín Oscar Gosio (Buenos Aires, 17 de marzo de 1983) es un abogado y exjugador argentino de rugby que se desempeñaba como wing en Club Newman. También jugó en la selección de rugby de Argentina, Los Pumas.

## Selección nacional
Fue convocado a los Pumas por primera vez en octubre de 2011 para enfrentar a los Lelos y jugó su último partido en junio de 2012 contra Les Bleus. En total solo disputó tres partidos y marcó un try.

### Participaciones en Copas del Mundo
Participó del Mundial de Nueva Zelanda 2011, jugando solamente contra Georgia donde marcó su único try para el seleccionado. Los argentinos fueron eliminados en Cuartos de final, tras caer derrotados por los locales y eventuales campeones del Mundo.
| Mundial                       | Sede          | Resultado        | PJ | Tries |
| ----------------------------- | ------------- | ---------------- | -- | ----- |
| Copa Mundial de Rugby de 2011 | Nueva Zelanda | Cuartos de final | 1  | 1     |

## Palmarés
- Campeón de la Vodacom Cup 2011.
- Campeón de Intermedia con Newman, en su último partido como jugador de rugby.